# Winston-Salem Open 2013
Winston-Salem Open 2013 — тенісний турнір, що проходив на кортах з твердим покриттям у місті Вінстон-Сейлем, США з 19 серпня. Належав до категорії ATP World Tour 250.

## Фінальна частина

### Одиночний розряд
Юрген Мельцер —  Гаель Монфіс 6–3, 2–1 retired

### Парний розряд
Деніел Нестор /  Леандер Паес —  Трет Г'юї /  Домінік Інглот 7–6(12–10), 7–5